# Ilmatsalu jõgi
Ilmatsalu jõgi är ett vattendrag i Estland.   Det ligger i landskapet Tartumaa, i den södra delen av landet, 150 km sydost om huvudstaden Tallinn.